# Horë-Vranisht
Hore Vranisht è una frazione del comune di Himara in Albania (prefettura di Valona).
Fino alla riforma amministrativa del 2015 era comune autonomo, dopo la riforma è stato accorpato, insieme all'ex-comune di Lukovë a costituire la municipalità di Himara.
È menzionato per la prima volta in un documento ufficiale nel 1274 col nome Vranisht ed era parte integrante del Principato d'Albania. Durante la Seconda guerra mondiale venne combattuta la Battaglia di Gjorm, dove la resistenza albanese sconfisse l'esercito italiano.

## Località
Il comune era formato dall'insieme delle seguenti località:
- Vranisht
- Kuc
- Bolene
- Kallarat
- Terbac